# Sosokan Cinto Mandi
Sosokan Cinto Mandi is een bestuurslaag in het regentschap Kepahiang van de provincie Bengkulu, Indonesië. Sosokan Cinto Mandi telt 738 inwoners (volkstelling 2010).